# Harasupia trispinata
Harasupia trispinata är en insektsart som beskrevs av Nielson 1983. Harasupia trispinata ingår i släktet Harasupia och familjen dvärgstritar. Inga underarter finns listade i Catalogue of Life.